# フランクフルト - アシャッフェンブルク線
フランクフルト - アシャッフェンブルク線（フランクフルト - アシャッフェンブルクせん、ドイツ語: Bahnstrecke Frankfurt Süd–Aschaffenburg）はドイツ連邦共和国ヘッセン州フランクフルト市のフランクフルト南駅とバイエルン州アシャッフェンブルクの中央駅を結ぶ複線の鉄道路線である。この路線はフランクフルト - ハーナウ区間ではマイン川の右岸を経てアシャッフェンブルクまで続く。

## 歴史

### フランクフルト＝ハーナウ鉄道およびヘッセン・ルートヴィヒ鉄道、国有化
フランクフルト - ハーナウ区間の鉄道建設計画はタウヌス線の開通以後に立てられ、1844年フランクフルト＝ハーナウ鉄道会社（Frankfurt-Hanauer Eisenbahn-Gesellschaft）が設立されて、同年に不可避な鉄道敷設許可をフランクフルト自由市、ヘッセン選帝侯国（Kurfürstentum Hessen、一名Kurhessen）の両国から受けた。この路線は1845年10月にドェルニヒハイム（現在マインタールの市区）で始まって、当時ポール・ドニー（Paul Camille von Denis, 1795~1872）がこのプロジェクトに参加したのかは不分明である。1848年9月10日にフランクフルト・ハーナウ駅（フランクフルト東駅の前身） - ハーナウ駅（ハーナウ西駅）区間が「フランクフルト＝ハーナウ鉄道」という路線名で開通された。この路線は長さ16.4 kmで、最初には他の鉄道路線と接続されずに運営された。

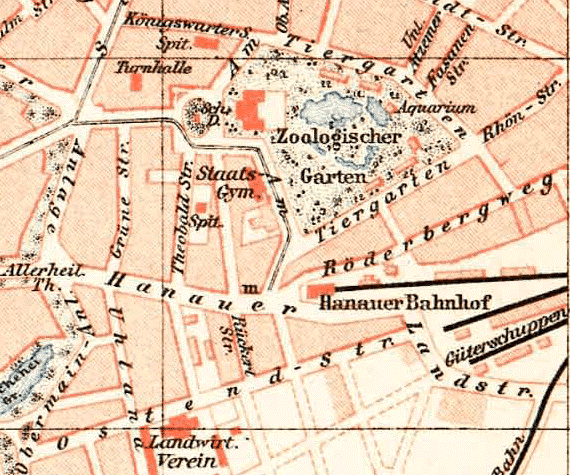
フランクフルト・ハーナウ駅周辺の地図（1893年）

1854年にルートヴィヒ西部鉄道がバイエルン王国の国境まで建設された時に、事情は変わった。ハーナウ - 国境線区間はヘッセン選帝侯国の建設許可と1850年6月7日に締結された、ヘッセン選帝侯国とバイエルン王国との条約の根拠で建設された。国境線 - アシャッフェンブルク区間はルートヴィヒ西部鉄道により建設されたが、フランクフルト＝ハーナウ鉄道に賃貸された。1854年7月22日フランクフルト - ハーナウ鉄道路線はバイエルン国境線まで延長された。バイエルン王国との連結がますます重要となったので、1859年からこの路線はフランクフルト市内連結線を通じて西駅（旧中央駅）と結ばれた。
終着駅であったハーナウ駅の踏み切りがフィリプスルーエ城へ通じる大通りで設置されるのは不可避であった。それで1852年にフリードリヒ・ヴィルヘルム1世は、鉄道会社の資金提供機関であったベルヌス・ドュ・フェー (Bernus du Fay) 銀行に、約10万ターラーの賄賂を要求した。当時の総理大臣 (leitender Minister) であったルートヴィヒ＝ハッセンプフルク（Ludwig Hassenpflug, 1794~1862）は賄賂の撤回を申し出たが、選帝侯はがれの要求を断った。
1863年1月1日ヘッセン＝ルートヴィヒ鉄道 (Hessische Ludwigsbahn) がフランクフルト＝ハーナウ鉄道会社の運営権を引き受けて、フランクフルト - アシャッフェンブルク区間を運営していた。普墺戦争の結果、ヘッセン選帝侯国がプロイセン王国に統合された。1872年12月31日フランクフルト＝ハーナウ鉄道会社はヘッセン＝ルートヴィヒ鉄道に合併された。大部分のヘッセン＝ルートヴィヒ鉄道の路線は1897年マインツ鉄道管理局（Eisenbahndirektion Mainz）に属することとなって、一方この路線はフランクフルト鉄道管理局の所属となった。
1911年にはドイチヘルン鉄道橋の工事が始まり、1913年に鉄道橋は完工され、この路線はフランクフルト - ベーブラー鉄道と接続されている。フランクフルト・ハーナウ駅は移転されて、貫通式のフランクフルト東駅となった。

### ドイツ国営鉄道時代
1937年、マインアシャッフでライン＝マイン線との三角線が開通された。

### ドイツ鉄道時代
2010年代の初め以来、普通列車と快速列車はフランクフルト南駅 - ハーナウ中央駅区間で全ての駅で停車している。2015年12月まで普通列車の車両であった電気機関車とプッシュプル方式のN客車は425形電車に置き換わった。2018年6月から普通列車およびRE59系統はヘッセン地方鉄道（Hessische Landesbahn, HLB）が担当している。
フランクフルト東駅からハーナウ駅まで緩行線を建設しシティトンネルと連結する計画は1983年既に立てられた。予算は2024年初に12億9000万ユーロに算定された。2025年6月30日に起工式はフランクフルトで開催された。

## 運行形態
ハーナウ - アシャッフェンブルク区間ではICE31、41、91系統列車がヴュルツブルク、ニュルンベルク方面に走行する。遠距離列車がマインタール区間へ迂回する場合もあるが、停車せず通過する。
地域輸送の場合、フランクフルト - ヴュルツブルク間快速列車が一時間間隔で通行する。フランクフルト南駅 - グロースクロツェンブルク区間の運賃システムはライン＝マイン運輸連合（Rhein-Main-Verkehrsverbund, RMV）に属する。カール - アシャッフェンブルク区間の運賃制は運送会社バイエルン・ウンターマイン（Vehrkehrsgemeinschaft am Bayerischen Untermain, VAB）が担当する。
- 快速列車（RE 54）: フランクフルト（マイン） - フランクフルト南駅 – フランクフルト東駅 - マインクール - マインタール西駅 - マインタール東駅 - ヴィルヘルムスバート - ハーナウ西駅 - ハーナウ – カール – クラインオーストハイム - アシャフェンブルク – ゲーミュンデン（マイン） – ヴュルツブルク (– シュヴァインフルト - バンベルク)。120分間隔。使用車両はDB445形二階建て電車。過去には111形或は146形電気機関車の牽引でモードゥス客車と二階建て客車が使われた。
- 快速列車（RE 59）: フランクフルト空港 - フランクフルト南駅 - マインタール東駅 - ハーナウ（- アシャッフェンブルク） 。ヘッセン地方鉄道所属。120分間隔（平日のみ）[14]。使用車両はコラディア・コンチネンタル。
- 普通列車（RB 58）: フランクフルト（マイン） / リュッセルスハイムオペル工場駅 - フランクフルト南駅 - フランクフルト東駅 - マインクール - マインタール西駅 - マインタール東駅 - ヴィルヘルムスバート - ハーナウ西駅 - ハーナウ（- グロースアウハイム - グロースクロツェンブルク - カール - デッティンゲン - リュカースバッハ・シュルッフト - クラインオーストハイム - アシャフェンブルク - ラウフアッハ）[14]。30/60分間隔。ヘッセン地方鉄道所属。使用車両はRE59と同じ。

## 出展・脚注
1. ↑   (ドイツ語) Eisenbahnatlas Deutschland (9th ed.). Aachen: Schweers+Wall. (2014). ISBN 978-3-89494-145-1
2. ↑  Konzession vom 6. August 1844, vgl.: Die deutschen Eisenbahnstrecken in ihrer Entwicklung 1835–1935. Berlin 1935 = Handbuch der deutschen Eisenbahnstrecken. ND Mainz 1984, S. 24f (Nr. 16).
3. ↑  Werner Schreiner: Paul Camille von Denis – Europäischer Verkehrspionier und Erbauer der pfälzischen Eisenbahnen. Ludwigshafen 2010. ISBN 978-3-934845-49-7, S. 76.
4. ↑  H.-W. Dumjahn (Hrsg.): Handbuch der deutschen Eisenbahnstrecken, Eröffnungsdaten 1835–1935, S. 435f.
5. ↑  Ham, S. 385f mit weiteren Nachweisen.
6. ↑  H.-W. Dumjahn (Hrsg.): Handbuch der deutschen Eisenbahnstrecken, Eröffnungsdaten 1835–1935, S. 24f (Nr. 16).
7. ↑  Eisenbahndirektion Mainz (Hrsg.): Sammlung der herausgegebenen Amtsblätter. Jg. 1897, Bekanntmachung Nr. 48, S. 99.
8. ↑  Deutsche Reichsbahn-Gesellschaft (Hg.): Amtsblatt der Reichsbahndirektion Mainz vom 17. Juli 1937, Nr. 39. Bekanntmachung Nr. 465, S. 230.
9. ↑  PFA1 1 4.1.1.2 Anschluss Bestandstunnel Grüne Straße.
10. ↑  Tobias Lübben (2024年1月4日). “Nordmainische S-Bahn wird über eine halbe Milliarde Euro teurer” (ドイツ語).   Hessischer Rundfunk. 2025年7月14日閲覧。
11. ↑  “Es geht los! Bau der Nordmainischen S-Bahn startet” (ドイツ語).   Deutsche Bahn AG (2025年6月30日). 2025年7月14日閲覧。
12. ↑  “Pläne zum Herunterladen: RMV-Schienennetzplan” (ドイツ語).   Rhein-Main-Verkehrsverbund GmbH. 2025年7月14日閲覧。
13. ↑  “VAB-Wabenplan” (ドイツ語).   Verkehrs- und Tarifgemeinschaft am Bayerischen Untermain (VAB GmbH). 2025年7月14日閲覧。
14. 1 2  “Bahnfahrpläne: Linie RB58/RE59 Main-Spesart Bahn” (ドイツ語).   Hessische Landesbahn GmbH. 2025年7月14日閲覧。